# 사비노 빌바오
사비노 빌바오 리바노(스페인어: Sabino Bilbao Líbano; 1897년 12월 11일, 바스크 주 레호나 ~ 1983년 1월 20일, 바스크 주 게초)는 줄여서 사비노(스페인어: Sabino)로 알려진 스페인의 전 축구 선수로, 현역 시절 미드필더로 활약했다.

## 축구 경력
사비노는 비스카이아 도 레호나 출신으로, 1916년부터 1925년까지 아틀레틱 빌바오 소속으로 9시즌을 활약했다. 라 리가 출범 전에 이미 막강한 전력을 과시하는 바스크의 거함은 코파 델 레이를 이 동안에 1921년과 1923년에 두 번 우승하였다.
사비노는 안트베르펜에서 열린 1920 올림픽에서 스페인 국가대표팀의 원년 선수단원으로 2경기 출전하여 은메달의 주역이 되었다. 그의 첫 국가대표팀 경기는 2-1로 이긴 스웨덴과의 경기인데, 이 경기에서 스페인 축구 역사에 남아 길이 전해질 장면이 나왔다: 1-1로 동률을 이룬 상황에 같은 아틀레틱 소속의 호세 마리아 벨라우스테가 그한테 계속해서 공을 넘겨달라고 소리쳤다: "공을 보내, 사비노, 내가 뭉개버릴게!"(A mí el pelotón, Sabino, que los arrollo)

## 최후
사비노는 1983년 1월 20일, 그의 고향 바스크 지역의 게초에서 향년 85세로 영면에 들었다.